# Kádár Iván
| Kádár Iván                                | Kádár Iván                                                    |
| Kattints az alábbi külső linkek egyikére! | Kattints az alábbi külső linkek egyikére!                     |
| ----------------------------------------- | ------------------------------------------------------------- |
| Nem található szabad kép.(?)              |                                                               |
| külső link · jogvédett                    | Kádár Iván. Neumann János Számítógép-tudományi Társaság. iFT. |

Kádár Iván (Budapest, 1921. október 27. – Budapest, 1995. július 23.) magyar jogász, közgazdász, számítástechnikai szakember, politikus, 1990 és 1991 között országgyűlési képviselő (SZDSZ).

## Élete
Asszimiláns zsidó családban született, szülei Kádár Dezső ügyvéd és Eisenberg Friderika, a Vas- és Fémkutató Intézet titkárnője voltak. 1939-ben érettségizett a budapesti Trefort utcai Gyakorló Gimnáziumban, majd a Pázmány Péter Tudományegyetem matematika szakos hallgatója lett, de 1940-ben édesapja halála miatt átiratkozott az egyetem állam- és jogtudományi karára, és egyetemi tanulmányai mellett a Magyar Vasfonalgyár textilfestő munkásaként dolgozott. 1944-ben munkaszolgálatosként kapott behívót, de a jászberényi munkaszolgálatos elosztó központból az ottani zavaros helyzetet kihasználva vissza tudott térni Budapestre és illegalitásba vonult. Magyarország német megszállását követően egy kisegítő karhatalmi zászlóalj vezetőjeként részt vett a fegyveres nemzeti ellenállási mozgalomban, kapcsolatba került Sólyom Lászlóval és a zsidó ellenállással, hamis papírokkal látta el az üldözötteket.
1945-ben szerezte meg jogi doktorátusát, és a Magyar Kommunista Párt tagja és a pártközpont politikai munkatársa lett. 1948 és 1951 között a Magyar Közgazdaság-tudományi Egyetem, illetve az MKKE Politikai Gazdaságtan Tanszék intézeti tanára, 1951-től 1953-ig egyetemi docense, majd 1953 és 1957 között tanszékvezető egyetemi tanára volt. 1955-ben a közgazdaság-tudományok kandidátusa lett. 1956-ban részt vett a Petőfi Kör munkájában, majd az 1956-os forradalom idején a Magyar Értelmiség Forradalmi Bizottságának tagja és titkára volt. Forradalmi tevékenységéért 1957-ben eltávolították az egyetemről (egyetemi tanárként 1991-ben rehabilitálták).
1957-től 1963-ig az Építéstechnikai és Gazdasági Intézet tudományos munkatársa, illetve az Építésügyi Minisztérium osztályvezető-helyettese, majd 1963 és 1967 között az ÉM Számítástechnikai Vállalatának igazgatója volt. 1967-ben az Infelor Vállalat tudományos munkatársa, 1969-ben a Datorg Vállalat vezérigazgató-helyettese, 1973-ban pedig a Magyar Nemzeti Bank Számítástechnikai Főosztályának vezetője lett. 1984-től 1990-ig az SG2–MKB Pénzügyi Informatikai Kft. igazgatója volt.
Szakterülete eleinte a gazdaságtörténet, elsősorban a nagy gazdasági világválság magyarországi sajátosságai voltak, később pedig jelentős szerepet játszott több modern gazdaságszervezési matematikai módszer, például a hálóelmélet magyarországi bevezetésében. A Neumann János Számítógép-tudományi Társaság alapító tagja, főtitkára és a Számvizsgáló Bizottság elnöke, illetve 1963 és 1981 között a Nemzetközi Információfeldolgozási Szövetség (International Federation of Information Processing, IFIP) Igazgatótanácsának magyar tagja volt, valamint tagja volt a Management and Information c. nemzetközi folyóirat szerkesztőbizottságának is.
1989-ben tagja lett a Szabad Demokraták Szövetségének. Az 1990-es országgyűlési választáson a párt országos listájáról szerzett mandátumot, az Országgyűlésben a költségvetési, adó- és pénzügyi bizottság tagja lett. Betegsége miatt 1991 januárjában lemondott mandátumáról, de a közélettől nem vonult vissza, 1991-től 1995-ig a Magyar Zsidó Kulturális Egyesület elnöke, 1994 és 1995 között pedig a Szombat c. folyóirat társszerkesztője volt.
Felesége 1953-tól Fekete Margit, a Magyar Rádió oktatási osztályvezetője, majd függetlenített agitációs és propaganda titkár volt, négy gyermekük született. 1995-ben hunyt el Budapesten.